# Pterocarya macroptera
Pterocarya macroptera är en valnötsväxtart som beskrevs av Aleksandr Batalin.
Pterocarya macroptera ingår i släktet vingnötter och familjen valnötsväxter.

## Underarter
Arten delas in i följande underarter:
- Pterocarya macroptera delavayi
- Pterocarya macroptera insignis